# 邱隘镇
邱隘镇（吴语宁波话：Chieu1 Ka3 Tsoen3）是浙江省宁波市鄞州区一个建制镇，因驻地邱隘而得名:108。

## 历史
唐朝时属鄮县，宋朝时属鄞县万龄老界乡，南宋乾道五年（1169年）为万龄老界乡赤城里，1932年属回源乡、回龙乡、金价乡、横泾镇、邱隘镇、七星乡、新建乡、田雅乡、浦口乡和四八乡，1935年为泾源乡、新建乡、浦口乡，1949年5月为钱湖区五浦乡、泾东乡、新建乡，1950年5月为邱隘区殷隘乡、邱隘乡、东雅乡及新乐乡部分，1953年4月邱隘乡改为邱隘镇，1956年6月邱隘镇、殷隘乡、东雅乡合并为邱隘乡，1958年10月改为东风（邱隘）人民公社邱隘、东雅2个管理区，1961年改为邱隘区邱隘公社，1981年10月改为邱隘镇，1988年梅墟镇新乐村、泗港村、浦跟渔业队划归邱隘镇，1992年5月撤销邱隘区，梅墟镇并入邱隘镇，12月原梅墟镇辖区建立梅墟工业区，1993年4月梅墟工业区辖区由梅墟工业区委员会管理，2003年4月通途路以北滕园村、龙山村、上王村划入梅墟工业区，2003年5月梅墟工业区辖区设立梅墟街道:108、295。

## 行政区划
邱隘镇下辖以下地区：
镇南社区、镇北社区、方庄社区、明湖社区、银东社区、盛莫社区、郡柳社区、上湖社区、邱一村、邱二村、沈家村、横泾村、后殷村、前殷村、渔金村、回龙村、田郑村、张家瀛村、东雅村、汇头村、上万龄村、下万龄村

## 特产
邱隘雪菜：中国地理标志产品。